# Karen Simensen
Karen Simensen, verh. Klæboe (* 26. August 1907 in Oslo; † 13. Juli 1996 ebenda) war eine norwegische Eiskunstläuferin, die im Einzellauf startete. 
Sie gewann bei der Weltmeisterschaft 1927 im heimischen Oslo die Bronzemedaille hinter ihrer Landsfrau Sonja Henie und der Österreicherin Herma Szabó und knapp vor Ellen Brockhöft. Drei der fünf Punktrichter kamen aus Norwegen und diese Mehrheit war es auch, die ihr Bronze bescherte. Es blieb ihr einziger Auftritt bei Weltmeisterschaften. Ihren einzigen Auftritt bei Olympischen Spielen hatte sie 1928 in St. Moritz, wo sie beim Sieg von Sonja Henie Sechzehnte und damit drittbeste Norwegerin hinter dieser und Edel Randem wurde.  
Später war sie für mehrere Jahrzehnte Trainerin im Oslo Skøiteklub. Außerdem war sie von 1950 bis 1957 die erste weibliche Vorsitzende des Eiskunstlaufkomitees des norwegischen Eislaufverbandes.

## Ergebnisse
| Wettbewerb / Jahr   | 1927 | 1928 |
| ------------------- | ---- | ---- |
| Olympische Spiele   |      | 16.  |
| Weltmeisterschaften | 3.   |      |